# Vilija Matačiūnaitė
Vilija Matačiūnaitė (Vilnius, 24 juni 1986) is een Litouws zangeres.

## Biografie
Vilija Matačiūnaitė nam in 2005 deel aan de Litouwse preselectie voor het Eurovisiesongfestival. Met het nummer Oh my God eindigde ze op de zevende plaats. In 2014 waagde ze wederom haar kans, en ditmaal met succes: Vilija Matačiūnaitė won Eurovizijos 2014 met het nummer Attention. Hierdoor mocht ze haar land vertegenwoordigen op het Eurovisiesongfestival 2014, dat gehouden werd in de Deense hoofdstad Kopenhagen. Ze raakte er niet voorbij de halve finale. Ze werd elfde uit vijftien, terwijl er maar tien door mochten naar de finale. In de nasleep van het Songfestival won ze wel nog de Barbara Dex Award voor de slechtst geklede artiest op het festival.
1994: Ovidijus Vyšniauskas · 
1999: Aistė Smilgevičiūtė · 
2001: Skamp · 
2002: Aivaras · 
2004: Linas & Simona · 
2005: Laura & The Lovers · 
2006: LT United · 
2007: 4Fun · 
2008: Jeronimas Milius · 
2009: Sasha Son · 
2010: InCulto · 
2011: Evelina Sašenko · 
2012: Donny Montell · 
2013: Andrius Pojavis · 
2014: Vilija Matačiūnaitė · 
2015: Monika Linkytė & Vaidas Baumila · 
2016: Donny Montell · 
2017: Fusedmarc · 
2018: Ieva Zasimauskaitė · 
2019: Jurijus Veklenko · 
2021: The Roop · 
2022: Monika Liu · 
2023: Monika Linkytė · 
2024: Silvester Belt · 
2025: Katarsis
- MusicBrainz: 18da19e2-4535-4bc5-ad3c-3cc83804b9bb
- Virtual International Authority File: 1748154260641724480001